# Ногалес (Чилі)
Ногалес (ісп. Nogales) — місто в Чилі. Адміністративний центр однойменної комуни. Населення міста - 8969 осіб (2002). Місто і комуна входить до складу провінції Кільйота і регіону Вальпараїсо.
Територія — 405 км². Чисельність населення - 22 120 жителя (2017). Щільність населення - 54,6 чол./км².

## Розташування
Місто розташоване за 52 км на схід від адміністративного центру області міста Вальпараїсо та за 17 км на північ від адміністративного центру провінції міста Кільйота.
Комуна межує:
- на півночі - з комуною Ла-Лігуа
- на сході — з комуною Катему
- на півдні - з комунами Іхуелас, Ла-Калера, Ла-Крус
- на заході — з комуною Пучункаві
- на північному заході — з комуною Сапальяр